# Erdal Koşan
Erdal Koşan, né le 15 mai 1971, est un ancien joueur de basket-ball turc. Il évolue au poste de meneur. 